# Shuozhou
Shuozhou (朔州 ; pinyin : Shuòzhōu) est une ville du nord de la province du Shanxi en Chine.

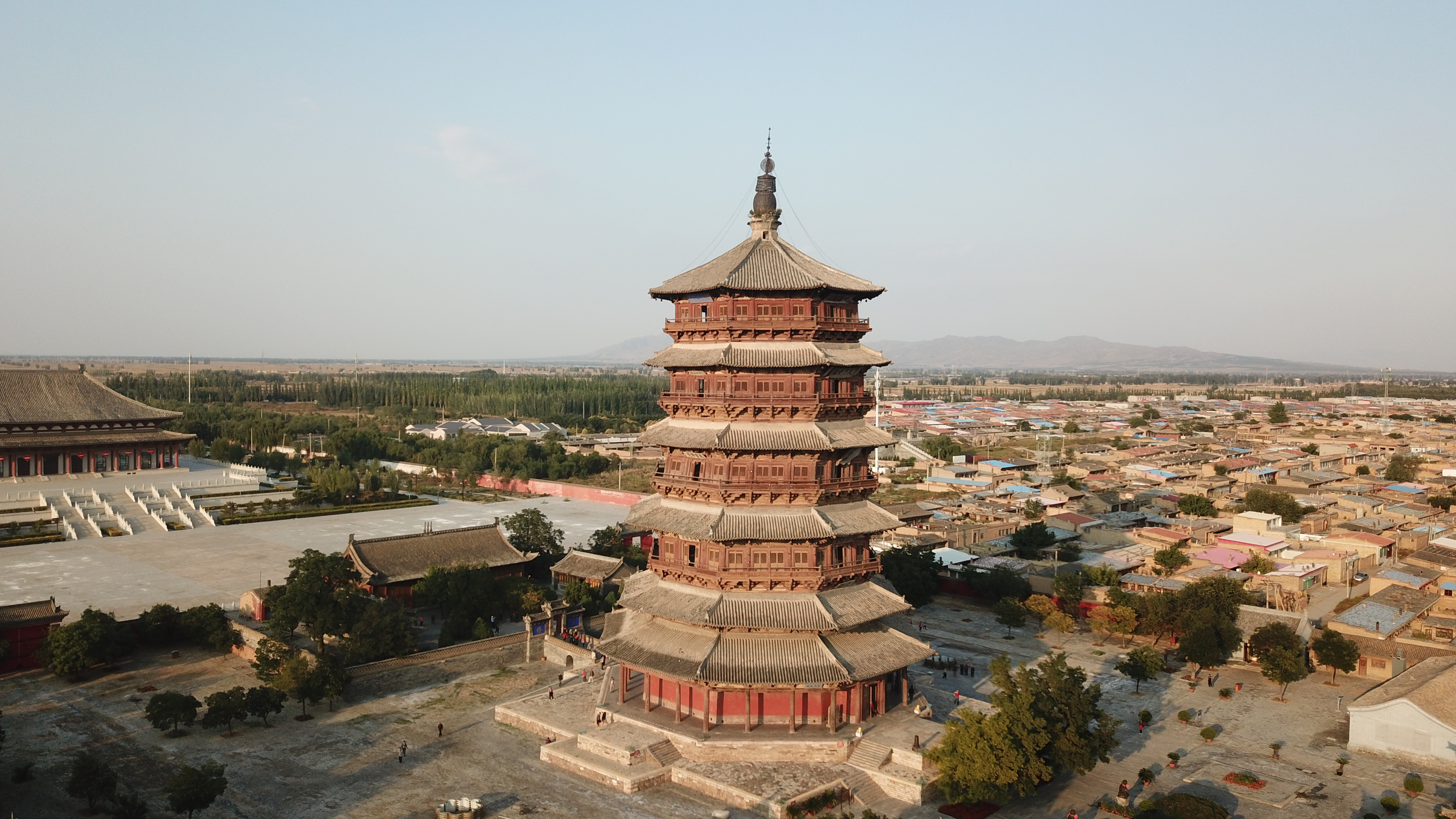
La pagode du temple Fogong, comté de Ying, construite en 1056

## Subdivisions administratives
La ville-préfecture de Shuozhou exerce sa juridiction sur six subdivisions - deux districts et quatre xian :
- le district de Shuocheng - 朔城区 Shuòchéng Qū ;
- le district de Pinglu - 平鲁区 Pínglǔ Qū ;
- le xian de Shanyin - 山阴县 Shānyīn Xiàn ;
- le xian de Ying - 应县 Yìng Xiàn ;
- le xian de Youyu - 右玉县 Yòuyù Xiàn ;
- le xian de Huairen - 怀仁县 Huáirén Xiàn.